# Sendai
Sendai (japanski: 仙台市, Sendai-shi) grad je i luka na pacifičkoj obali Japana. Nalazi se na otoku Honshū sjeverno od Tokija. Sjedište je prefekture Miyagi i najveći grad regije Tōhoku.

## Povijest
Istraživanja su pokazala da je područje Sendaija bilo naseljeno prije više od 20.000 godina, ali je kao naselje osnovano tek 1600. godine za vrijeme daimjoa Date Masamunea. Masamune je, dobivši odobrenje od Tokugava Iejasua, započeo 
izgradnju zamka Sendaj na Aobajami 1600. godine, a naredne uređenje i izgradnju samog naselja. Veliki broj ulica u današnjem Sendaiju izgrađen je prema planu mreže ulica koji je osmislio Masamune. Masamune je kanjije koji su koristiti za pisanje imena mjesta iz prvobitnog 千代 (što znači "tisuću generacija") promijenio u 仙臺, što je kasnije evoluiralo u svoju konačnu formu 仙台 (što doslovno znači "samotnjak na platformi").
Sendai je 1. travnja 1889. godine, sa svega 86.000 stanovnika, službeno proglašen gradom. Svojim razvojem i stapanjem sa sedam obližnjih gradova u periodu od 1928. do 1988. godine, Sendai je proglašen za grad imenovan vladinom uredbom 1989. godine.
Sendai je poznat i pod nazivom "Grad Drveća" (杜の都; Mori no Miyako) i ubraja se u najzelenije gradove Japana. Stanovnici su bili ohrabrivani od strane vođa da sade drveće na svojim imanjima, te je Sendai ubrzo postao poznat po tzv. gazdinskim šumama (屋敷林, yashikirin). U Drugom svjetskom ratu veliki broj zelenih površina uništen je tijekom američkog bombardiranja, ali je grad ubrzo ponovo ozelenio uz napore vlasti.
Grad je 11. ožujka 2011., u 14:46 po lokalnom vremenu pogodio potres magnitude 9,0 Mw, koji je uzrokovao i cunami.

## Gradovi prijatelji
- Riverside, Kalifornija, SAD
- Rennes, Francuska
- Acapulco, Meksiko
- Minsk, Bjelorusija
- Gwangju, Južna Koreja
- Dallas, SAD
- Changchun, Kina
- Oulu, Finska
- Tainan, Tajvan

## Vanjske poveznice
- Službena stranica (jap.)

### Ostali projekti
|  | Zajednički poslužitelj ima još gradiva o temi Sendai |